# بلدة فلينت (ميشيغان)
فلينت (بالإنجليزية: Flint Township, Michigan)‏ هي بلدة تقع بولاية ميشيغان في الولايات المتحدة. تأسست عام 1835، تبلغ مساحتها 61.2 (كم²)، وترتفع عن سطح البحر 241 م، بلغ عدد سكانها 31929 نسمة في عام تعداد الولايات المتحدة 2010 حسب إحصاء مكتب تعداد الولايات المتحدة وتصل الكثافة السكانية فيها 242.9 نسمة/كم2.

## وصلات خارجية
- Charter Township of Flint, Michigan
- The US50 - Cities and Towns in Michigan State
- Michigan Cities and Towns, Facts, Map, Flag, Colleges, Government, and More